# 結合次数
化学における結合次数（けつごうじすう、英: bond order、B.O.) とは二つの原子の間の共有結合の多重度の形式的な尺度である。ライナス・ポーリングによって導入された定義では、結合次数は結合性分子軌道の電子対と反結合性分子軌道の電子対の数の差として定義されている。
結合次数は結合の安定性（結合解離エネルギー）の大まかな指標を与える。等電子的な関係にある化学種は全く同じ結合次数を有する。

## 具体例
結合次数の一般的な意味合いは二つの原子の間にある電子対（共有結合）の数である。 例えば窒素分子 N≡N の結合次数は3（三重結合）、アセチレン H–C≡C–HのC-C間の結合次数は3でH-C間のそれは1となる（単結合）。二原子分子の酸素におけるO=Oの結合次数は2である（二重結合）。エチレンH
2C=CH
2の炭素同士の結合次数も2である。
いくつかの分子では結合次数が4（四重結合）や5（五重結合）、更には6（六重結合）となる場合も存在する。具体例としてオクタクロロ二モリブデン(II)酸カリウム（K2[Mo2Cl8]·2H2O）は[Cl
4Mo≣MoCl
4]4−の陰イオンを含んでおり、その二つのモリブデン原子の間の結合次数は4である。 (terphenyl)–CrCr–(terphenyl) の構造を持つ複核クロム化合物において2つのクロム原子の間の結合が結合次数5となる例が報告されている。結合次数6についても極低温下における気相でのみ存在するMo2とW
2での例が報告されている。

### 非整数の結合次数
共鳴構造や古典的でない結合を有する分子では結合次数は整数でない数になることもある。典型的な例であるベンゼンは6個の炭素原子の環の分子軌道上に非局在化された6個のπ電子を有しているため、各炭素同士の結合には結合次数0.5のπ結合が存在し、σ結合の結合次数1と合わせて結合次数1.5となる。更に例を上げれば結合次数が4/3（1.3333…）、0.5（半結合）となる分子も存在し、整数の結合次数と同様に結合の強度の目安として機能する。硝酸イオン(NO−
3)は4つの電子対を3つのN-O結合が等分する構造であるため結合次数はそれぞれ4/3となる。水素分子イオン(H+
2)は電子対ではなく単独の電子で結合を形成しており、結合次数は0.5である
。

## 分子軌道理論に基づく結合次数
分子軌道法（MO法）では下の式のように結合性電子と反結合性電子の数の差を半分にした値を結合次数と定義する。。これは平衡状態の結合長に対して同様の結果をもたらすことがしばしばあるが、何らかの要因で引き伸ばされた結合に対しては上手く合致しない。結合次数は結合の強さの指標として、原子価結合法（VB法）においても広く用いられている。
結合次数 = 結合性分子軌道の電子数 - 反結合性分子軌道の電子数/2
ヒュッケル法に基づく分子軌道理論は、非局在化されたπ結合を有する平面分子に対して、分子軌道係数の考え方に基づいて結合次数を定義するための別のアプローチを行った。この理論では結合をσ結合とΠ結合に分けて考える。ヒュッケル法の軌道係数を用いてチャールズ・コールソンが定義した原子rと原子sの間のΠ結合の結合次数は次の式の通りである。
{\displaystyle p_{rs}=\sum _{i}n_{i}c_{ri}c_{si}},
この式はπ分子軌道にのみ適用され、niは原子rとsがそれぞれ係数criとcsiで示される軌道iを占有する電子の数である。σ結合に由来する結合次数を1と仮定すると、ベンゼンの結合次数は5/3 ≒1.67という値になり、一般に用いられる定義での1.5とはやや外れている。この差は結合次数の定義にある程度の曖昧さがあることを示している。
より大きな基底関数を有する系に対する精巧な分子軌道理論に基づく定義として、更に他のアプローチが試みられている。結合次数に対する標準的な量子力学に基づく定義については長い間議論の対象であった。量子化学計算から結合次数を計算するための包括的な方法が2017年に発表されている

## その他の定義
結合次数の概念は分子動力学や結合次数ポテンシャルの分野からも定義が試みられている。結合次数の大きさは結合長と関連付けられており、1947年のライナス・ポーリングの論文によれば、原子iとjの間の結合次数 sijは実験的に以下の式で記述される。
{\displaystyle s_{ij}=\exp {\left[{\frac {d_{1}-d_{ij}}{b}}\right]}}
ここでのd1は単結合の長さ、 dijは実験的に測定されたiとjの間の結合長、そしてbは原子ごとに異なる定数である。ポーリングはこの文献において炭素-炭素結合に対して0.353Åの値を与えている。この結合次数の定義はややアドホックなものであり、二原子分子に対してのみ適用可能である。